# Alkmène
Pour l’article ayant un titre homophone, voir Alcmène (homonymie).

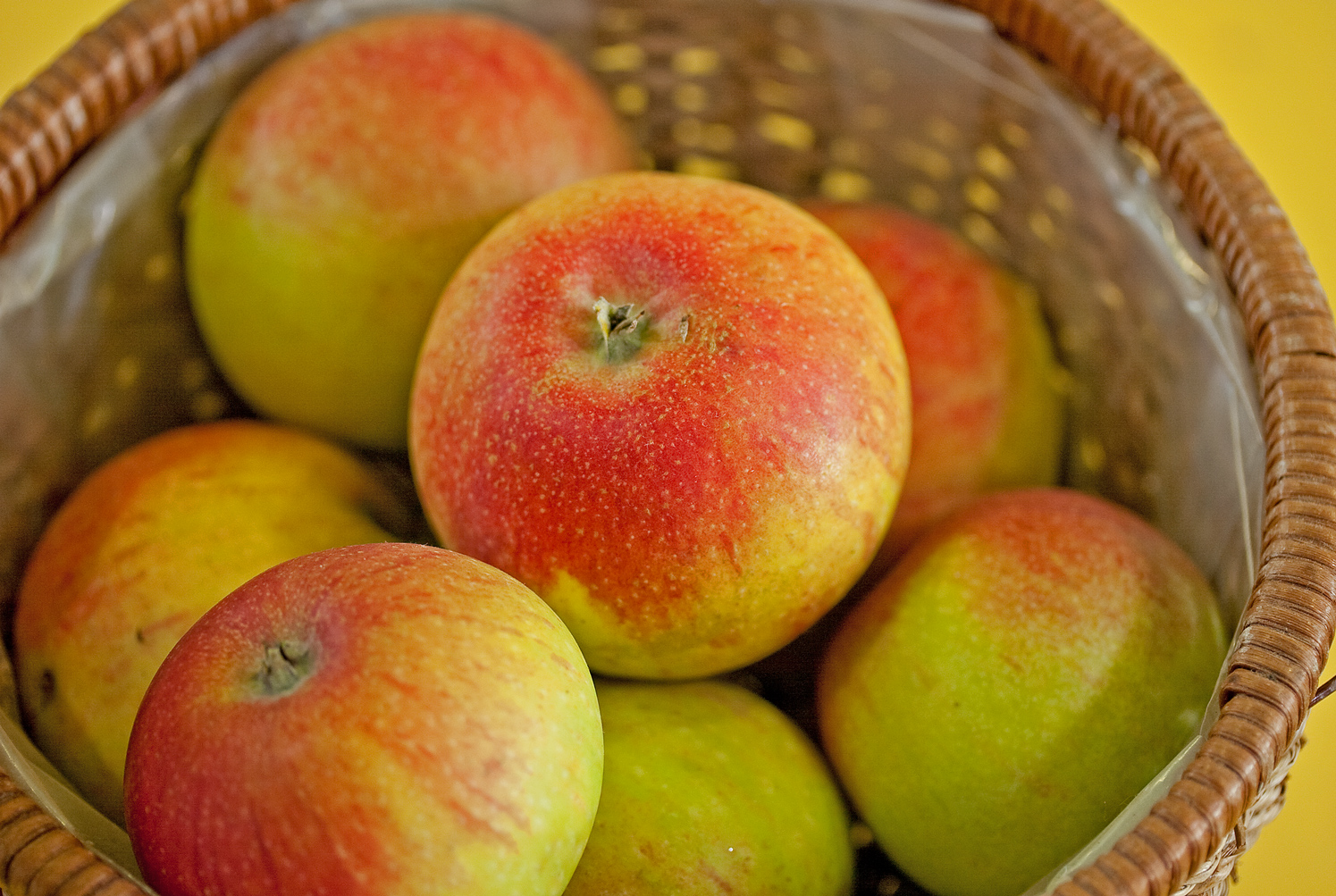
Panier de pommes Alkmène.

Alkmène est un cultivar de pommier domestique créé en Allemagne vers 1930.
Nom botanique : Malus domestica Borkh alkmene
Synonyme: Early Windsor.

## Fruit
- Utilisation : pomme à couteau
- Calibre : moyen
- Épicarpe : rouge sur fond jaune

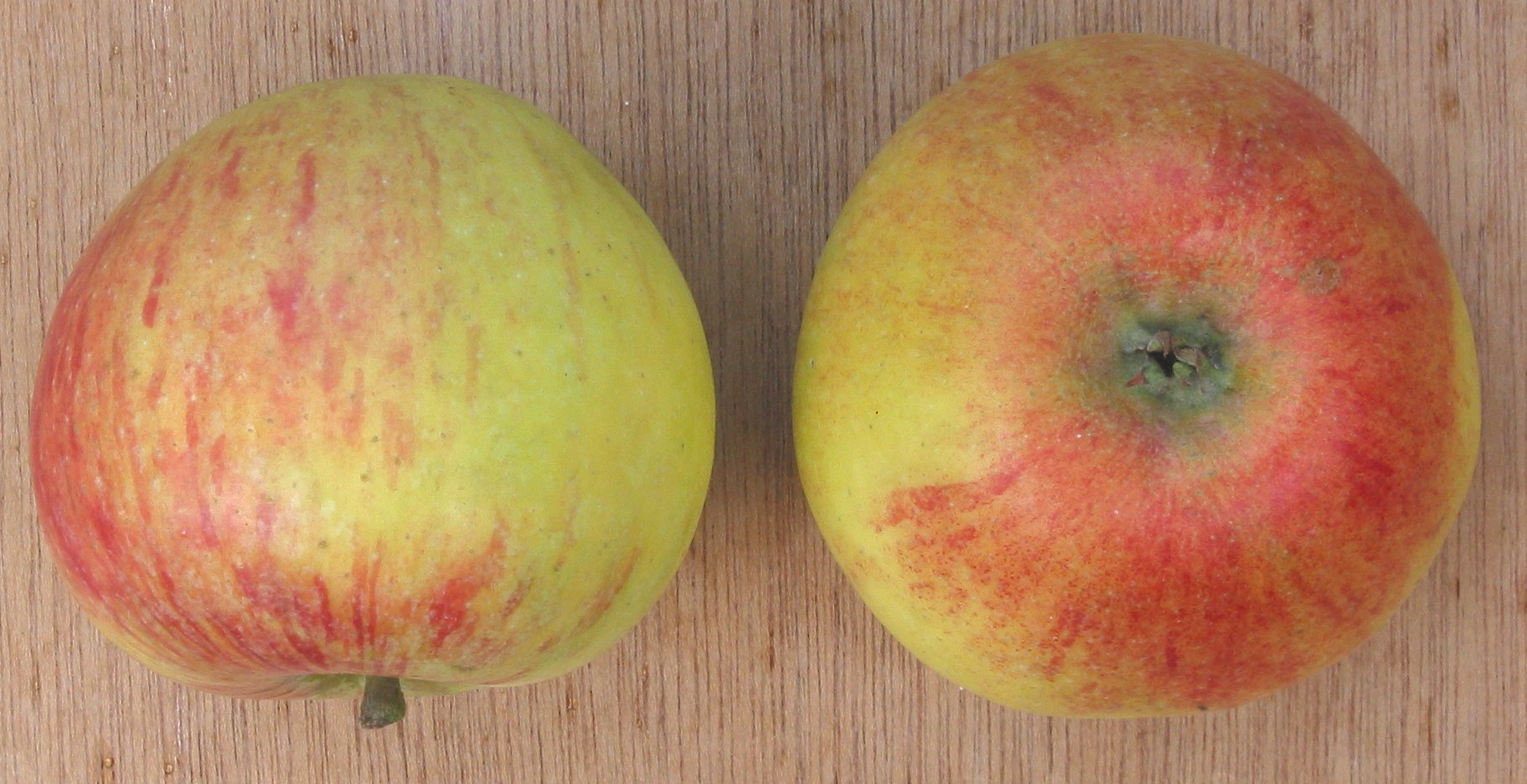
Pomme alkmène.

- Chair : blanc crème, ferme, croquante, sucrée et acidulée
- Arôme : cox's orange prononcé

## Origine
Création par M. Schmidt, Institut Kaiser Wilhelm, Allemagne vers 1930. La diffusion du cultivar s'est faite dans les années 60.

## Parenté
Pedigree: Dr Oldenburg × Cox's Orange Pippin
mutants:
- Alkmène rouge (en: Red Windsor) (de: Alkmene rot), cette pomme conviendrait aux personnes allergiques[3].

## Pollinisation
Variété diploïde et autofertile

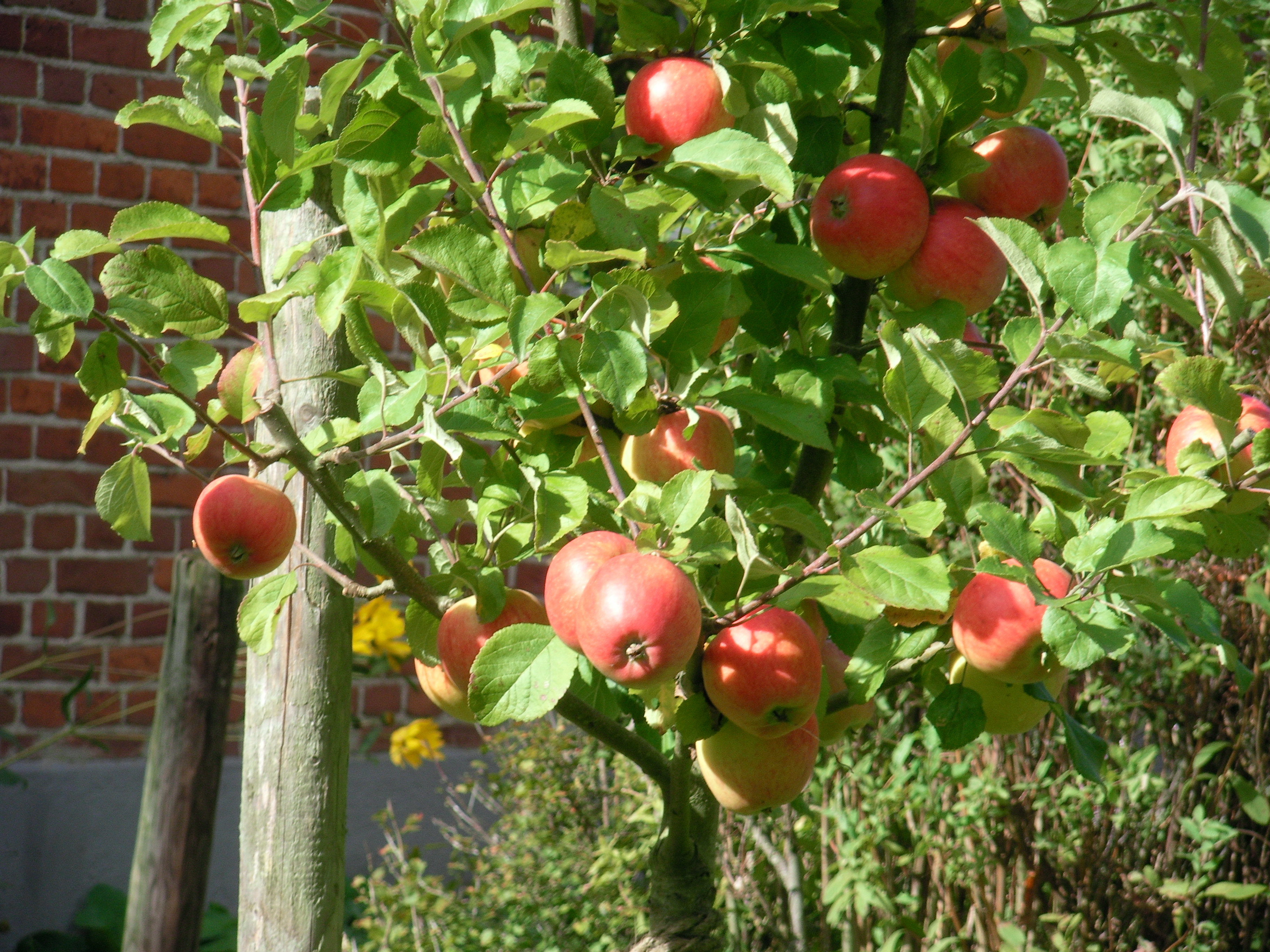
Un pommier alkmène (septembre 2010).

Groupe de floraison: A-B (très précoce)
S-génotype: S5S22
La relative rareté des S-génotypes de ce cultivar (5 et surtout 22) dans les variétés plantées dans les jardins en fait un pollinisateur de premier choix. Pour la pollinisation croisée, cette caractéristique intervient positivement tant sur sa production de fruits que sur celle de vos autres pommiers.
Pollinisation par: Reinette Cox, Reine des reinettes, James Grieve, Piros, Golden Delicious

## Culture
Maturité : septembre
Conservation : jusque fin octobre